# Jussi Halla-aho
Jussi Halla-aho (nascut el 27 d'abril del 1971) és un lingüista i polític finlandès membre del Parlament de Finlàndia. És el líder del Partit dels Finlandesos que forma part del partit Identity and Democracy del Parlament Europeu. Halla-aho va ser escollit per primer cop a l'ajuntament de Hèlsinki el 2008 i al parlament de Finlàndia el 2011. El 2014 va ser elegit al parlament europeu. Halla-aho va créixer a la ciutat de Tampere on hi va viure 24 anys. Va estudiar a la Universitat de Helsinki del 1995 fins al 2006. Va obtenir el grau de màster el 2000 i va continuar tot doctorant-se el 2006 amb una tesi sobre la morfologia de l'antic eslau.